# Swedru Sports Stadium
Swedru Sports Stadium – stadion piłkarski zespołu All Blacks FC w ghańskim mieście Swedru. 
Stadion może pomieścić 5000 widzów.